# IC 2746
IC 2746 је галаксија у сазвјежђу Лав која се налази на листи објеката дубоког неба у Индекс каталогу.
Деклинација објекта је + 11° 44' 12" а ректасцензија 11h 21m 36,4s. Привидна величина (магнитуда) објекта IC 2746 износи 15,3 а фотографска магнитуда 16,3.